# Розенталь, Сандра
Сандра Бренер Розенталь (англ. Sandra Brener Rosenthal; 27 сентября 1936 — 22 июля 2024) — американский философ и бывший проректор, заслуженный профессор философии в Университете Лойолы в Новом Орлеане. Она была президентом Метафизического общества Америки (1996). Она умерла 22 июля 2024 года у себя дома в Денвере в возрасте 87 лет.

## Книги
- C. I. Lewis in Focus: The Pulse of Pragmatism, Indiana University Press, 2007
- Charles Peirce's Pragmatic Pluralism (SUNY Series in Philosophy)
- Mead and Merleau-Ponty: Toward A Common Vision
- Rethinking Business Ethics: A Pragmatic Approach[6] (The Ruffin Series in Business Ethics)
- Speculative Pragmatism
- Pragmatism and Phenomenology: A Philosophic Encounter
- Time, Continuity, and Indeterminacy: A Pragmatic Engagement with Contemporary Perspectives
- Pragmatic a Priori